# Zračna luka Gan
Zračna luka Gan je zračna luka koja se nalazi na otoku Gan u atolu Addu na najjužnijoj točki Maldiva. Riječ je o međunarodnoj civilnoj zračnoj luci koja se nalazi u blizini zračne luke Malé. Let iz Gana do maldivske prijestolnice traje sat i deset minuta.

## Povijest
Zračnu luku je 1941. izgradila Kraljevska britanska mornarica tijekom 2. svjetskog rata. Na otoku Gan je bila baza mornarice a zračna luka je proslijeđena RAF-ovim snagama koje su djelovale na Ganu. Tijekom rata na tom području je njemačka podmornica U-183 potopila britanski tanker u luci.
Ulogu britanske vojne zračne luke, Gan je imao od ratnih vremena sve do 1976. godine. U tom razdoblju britanska vojska je provodila raketne testove, primjerice na projektilu Kookaburra.
1976. Velika Britanija je predala aerodrom u ruke maldivskoj Vladi za domaći avio transport. Od tada je zračna luka prvotno namijenjena regionalnim letovima ali je zbog povećanja turističkog prometa i proširenja turizma na jug Maldiva zračna luka Gan nadograđena u međunarodnu zračnu luku. Prvi međunarodni zračni let je održan 2007. godine. Osim domaćih avio prijevoznika, nekoliko europskih zračnih kompanija leti do Gana izravno iz Europe. Primjer tome je tvrtka Condor koja nudi direktne letove iz Njemačke do Gana.
Budući da se područje Gana postepeno otvara za turiste, očekuje se porast broja letova.

## Avio kompanije i destinacije
Zračnu luku Nyala koriste sljedeće avio kompanije:
| Maldivi                    | Maldivi                          |
| Avio kompanija!Destinacija |                                  |
| -------------------------- | -------------------------------- |
| Maldivian                  | Kaadedhoo, Malé                  |
| Mega Maldives              | Hong Kong, Malé, Seoul - Incheon |
| Condor                     | Direktini let u Gan iz Njemačke  |

## Vanjske poveznice
- Gan International Airport (en.Wiki)
- Flughafen Gan (de.Wiki)